# Aryana Engineer
Aryana Engineer (Vancouver, 6 marzo 2001) è un'attrice canadese, membro della comunità sorda.

## Filmografia
- Orphan, regia di Jaume Collet-Serra (2009)
- Resident Evil: Retribution, regia di Paul W. S. Anderson (2012)